# Río Carrileufú
Río Carrileufú är ett vattendrag i Chile.   Det ligger i regionen Región de la Araucanía, i den södra delen av landet, 700 km söder om huvudstaden Santiago de Chile.
I omgivningen kring Río Carrileufú växer i huvudsak blandskog. Området är  glesbefolkat, med 14 invånare per kvadratkilometer.